# Třída Lawrence
Třída Lawrence byla třída torpédoborců námořnictva Spojených států amerických. Byla to třetí ze čtyř tříd tvořících první skupinu 16 amerických torpédoborců, jejich stavba byla potvrzena roku 1898 (třídy Bainbridge, Hopkins, Lawrence a Truxtun). Zahrnovala celkem dvě jednotky. Torpédoborce byly nasazeny za první světové války a roku 1919 vyřazeny.

## Stavba
V letech 1899–1903 byly postaveny dvě jednotky této třídy. Torpédoborce navrhla a postavila loděnice Fore River v Quincy ve státě Massachusetts.
Jednotky třídy Lawrence:
| Jméno                 | Loděnice   | Založení kýlu  | Spuštěna          | Vstup do služby | Osud          |
| --------------------- | ---------- | -------------- | ----------------- | --------------- | ------------- |
| USS Lawrence (DD-8)   | Fore River | 10. dubna 1899 | 7. listopadu 1900 | 14. dubna 1903  | Vyřazen 1919. |
| USS MacDonough (DD-9) | Fore River | 21. dubna 1899 | 24. prosince 1900 | 5. září 1903    | Vyřazen 1919. |

## Konstrukce

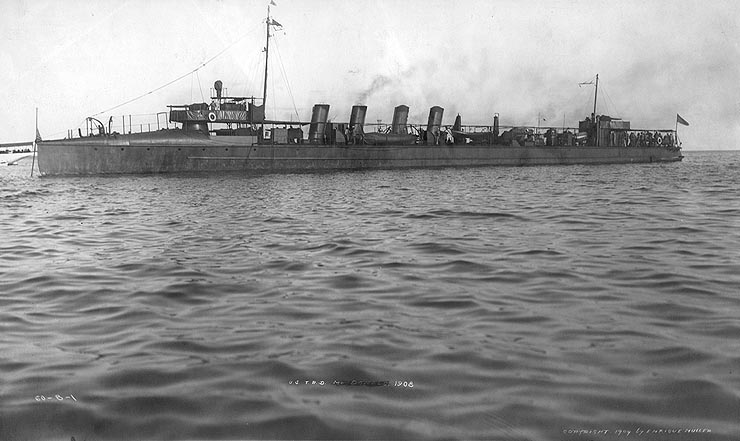
USS MacDonough (DD-9)

Torpédoborce byly vyzbrojeny sedmi 57mm (šestiliberními) kanóny Driggs-Schroeder Mk.II/III a dvěma 450mm torpédomety. Na palubě byla dvě rezervní torpéda pro druhou salvu. Pohonný systém tvořily dva parní stroje s trojnásobnou expanzí (VTE) a čtyři kotle Normand/Fore River, pohánějící dva Lodní šrouby. Výkon pohonného systému byl 8400 hp. Během zkoušek bylo dosaženo rychlosti 28,4 uzlu. Plánována přitom byla 30 uzlů.

## Služba
Oba torpédoborce byly ve službě za první světové války. Žádný nebyl ztracen. Roku 1919 byly vyřazeny a roku 1920 prodány k sešrotování. Byly považovány za nejméně povedené z prvních amerických torpédoborců.